# Tandy Radio Shack TRS 80 PC-1
Tandy Radio Shack TRS 80 PC-1 (TRS 80 PC-1) је био џепни рачунар фирме Тенди (Tandy Radio Shack) који је почео да се производи у САД током 1980. године.
Користио је 4-битни Sharp CMOS SC43177 и SC43178 микропроцесорску јединицу а RAM меморија рачунара је имала капацитет од 1920 бајтова, 1424 корака / 178 меморија доступно кориснику.

## Детаљни подаци
Детаљнији подаци о рачунару TRS 80 PC-1 су дати у табели испод.
|                       | |
| [ 1 ]                 | |
| Произвођач            | Тенди |
| Тип                   | џепни рачунар |
| Меморија              | 1920 бајтова, 1424 корака / 178 меморија доступно кориснику                                                          |
| Поријекло             | Сједињене Америчке Државе                                                                                            |
| Година                | 1980 |
| Тастатура             | 57 тастера, QWERTY калкулаторски тип                                                                                 |
| Процесор              | 4-битни и |
| Фреквенција процесора | 256 |
| RAM                   | 1920 бајтова, 1424 корака / 178 меморија доступно кориснику                                                          |
| ROM                   | 11,2 kB (?) |
| Текст                 | 1 линија x 24 знакова (монитор са текућим кристалом)                                                                 |
| Графика               | нема |
| Боја                  | једна боја |
| Звук                  | централни процесор controlled пиезоелектрични звучник, 1 тон са фиксном фреквенцијом и трајањем преко Бејсик команде |
| Димензије             | 175 (ширина) x 70 (дубина) x 15 (висина) / 170                                                                       |
| Портови               | |
| Оперативни систем     | |